# Agüero Point
Agüero Point är en udde i Antarktis. Den ligger på Livingston Island i Sydshetlandsöarna. Argentina, Chile och Storbritannien gör anspråk på området.
Terrängen inåt land är kuperad åt sydväst, men åt nordost är den platt. Havet är nära Agüero Point åt nordost. Trakten är obefolkad. Det finns inga samhällen i närheten.